# Рафаель Муньйос (плавець)
Рафаель Муньйос (3 березня 1988) — іспанський плавець.
Учасник Олімпійських Ігор 2008 року.
Призер Чемпіонату світу з водних видів спорту 2009 року.
Чемпіон Європи з водних видів спорту 2010, 2012 років, призер 2008 року.
Чемпіон Європи з плавання на короткій воді 2012 року, призер 2008 року.